# Port de commerce de Sète
Le port de commerce de Sète est un espace marchand créé au XVIIe siècle, situé sur les communes de Sète et Frontignan dans le  département de l"Hérault, propriété de la Région Occitanie-Pyrénées/Méditerranée depuis 2007 et donnant sur la façade Méditerranéenne golfe du Lion.

## Histoire
Le 29 juillet 1666, l'évêque de Montpellier, François de Bosquet pose la pierre fondamentale du port de Sète. La réalisation est fondée par la volonté de Louis XIV pour servir de débouché au Canal du Midi et permettre l'exportation des produits du Languedoc. Après avoir été envisagé du côté de la plage du Lazaret, il est finalement aménagé sur le versant est du mont Saint-Clair et présente l'avantage d'être protégé du mistral.
Historiquement, le port occupe une position centrale de part et d'autre de Sète, sur la mer Méditerranée, dans les canaux et bassins de la ville, et sur les rives est de l'Étang de Thau à Sète (Pointe-Courte, Plagette et quartier du Barrou) et jusqu'à Frontignan et Balaruc-les-Bains.
La ville, le port et les installations ferroviaires se sont progressivement étendus de concert sur le versant est du mont Saint-Clair, au gré des creusements des canaux et bassins et des comblements des basses-eaux et marais (Étang de Thau / Étang des Eaux Blanches). Puis le port s'est décalé au sud du canal de la Peyrade sur la rive méditerranéenne en bordure de la ville, gagnant graduellement de très grandes surfaces de terrain sur la mer, au détriment de la plage historique de Sète et de son Kursaal.
Le 9 juin 1839, la ligne de Cette à Montpellier est inaugurée. La gare, nommée plus tard Gare de Cette - PLM, est située au sud de la ville au nord de l'actuel bassin Orsetti.
Le 22 avril 1857, la ligne de Bordeaux à Sète de la Compagnie des chemins de fer du Midi et du Canal latéral à la Garonne est ouverte à la circulation. À partir de la jonction des lignes des deux compagnies ferroviaires en 1858, la Gare de Cette - Midi, au nord de la ville, devient la seule gare pour les voyageurs.
Le phare du môle Saint-Louis actuel est édifié en 1861. Détruit par les bombardements du 19 août 1944 lors de la Seconde Guerre mondiale, il est reconstruit à l'identique sur ses fondations intactes, et inauguré en 1949.
De 1882 à 1888, de grands travaux sont entrepris dans le port.
Le phare du Mont Saint-Clair est allumé le 25 avril 1903.
Le port de Sète est le plus grand port à vin au monde aux XIXe et XXe siècles et c'est encore un important port de pêche, tradition initiée en majeure partie grâce aux mouvements migratoires des pêcheurs italiens à partir de 1850 (auparavant la pêche était principalement tournée vers l'étang de Thau), et aux rapatriés français nord-africains à partir des années 1960.
Une partie des bassins historiques du centre-ville est désormais dédiée à la plaisance.
Vers 1960, de nouvelles techniques de pêche (notamment la pêche au chalut), amenées à Sète par les rapatriés d'Afrique du Nord.
En 1967, la criée de Sète est la première d'Europe à être informatisée.
De 1966 à 1978, d'importants travaux sont effectués pour agrandir le port sur la rive méditerranéenne, en gagnant d'importantes surfaces sur la mer, et en reconfigurant profondément le Sud-Est de la ville.
En 1988, le canal du Rhône à Sète voit son débouché détourné vers la mer, contribuant à la réorientation du port vers le sud de la Peyrade.
En 2002, une digue fluvio-maritime est construite à l'est du port, au sud de Frontignan, pour permettre un accès protégé du port de commerce maritime aux péniches. La digue délimite un plan d'eau intérieur de 80 hectares nommé ZIFMAR (Zone d’intervention foncière maritime).

## Le port aujourd'hui

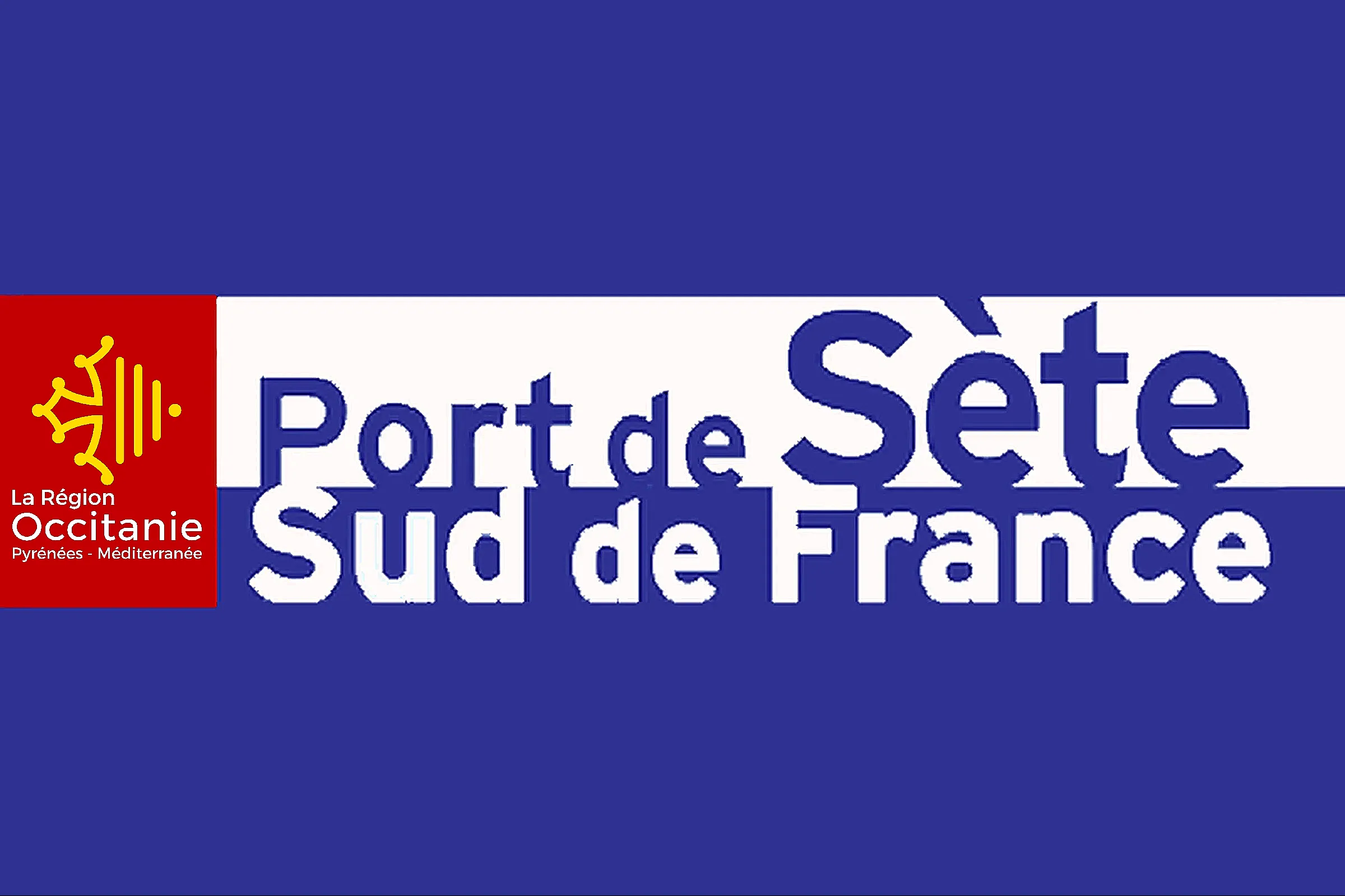
Logo du port de Sète depuis 2017

Propriété de la Région Occitanie Pyrénées-Méditerranée depuis 2007, le port est exploité par une régie déléguée : l’établissement Port de Sète Sud de France pour la gestion de ses trois activités de commerce, pêche et plaisance.
Situé au centre du Golfe du lion, le port de Sète-Frontignan est le 1er port français de passagers  à destination du Maroc et bénéficie d’une position stratégique à l’échelle méditerranéenne, européenne et mondiale. Grâce à sa singularité géographique, sa capacité d’adaptation, et sa multimodalité, le port est une structure humaine, proche de ses clients et qui conserve les capacités et l’expérience de traiter tous types de trafics. L’un des avantages concurrentiels du port de Sète-Frontignan est ses infrastructures multimodales qui offrent une connectivité de premier ordre, en connexions routières, ferroviaires mais aussi fluviales (canal du Midi et  canal du Rhône à Sète).

### Culture
Une fête maritime s'y déroule tous les deux ans avec une importante participation de bateaux traditionnels.

## Économie
Le port est capable de traiter différents types de trafics du passagers aux marchandises diverses vracs liquides, vracs solides, fret roulantmais aussi des conteneurs et des colis lourds.
Il dispose de 10 terminaux dédiés (Pôle agro-industriel, terminal frigorifique, terminal bétail, terminal produits forestiers, terminal roulier, terminal multi-vrac, terminal voitures, terminal conteneurs, terminal passagers et croisières).
Pour les passagers des ferries en partance de Sète vers Tanger ou Nador les deux lignes régulières, le port dispose d'une gare maritime Orsetti qui sera intégralement renouvelée à l'horizon 2024.
À fin 2020, la crise liée à la pandémie de Covid-19 en France amène une baisse de 10% du chiffre d’affaires global du port de Sète jusqu'alors en pleine croissance. L'impact de cette crise se fait surtout sentir au niveau du trafic voyageur stoppé net à de multiples reprises en 2020 et 2021. Le port a néanmoins généré 1 700 emplois directs pour un chiffre d'affaires de près d'un milliard d'euros sur ses trois ports en gestion et envisage un trafic de 5,8 millions de tonnes pour le port de commerce à l'horizon 2025. D'importants investissements ont réalisé sur le ferroviaire, notamment avec la création d'une nouvelle plateforme multimodale.

## Galerie d'images

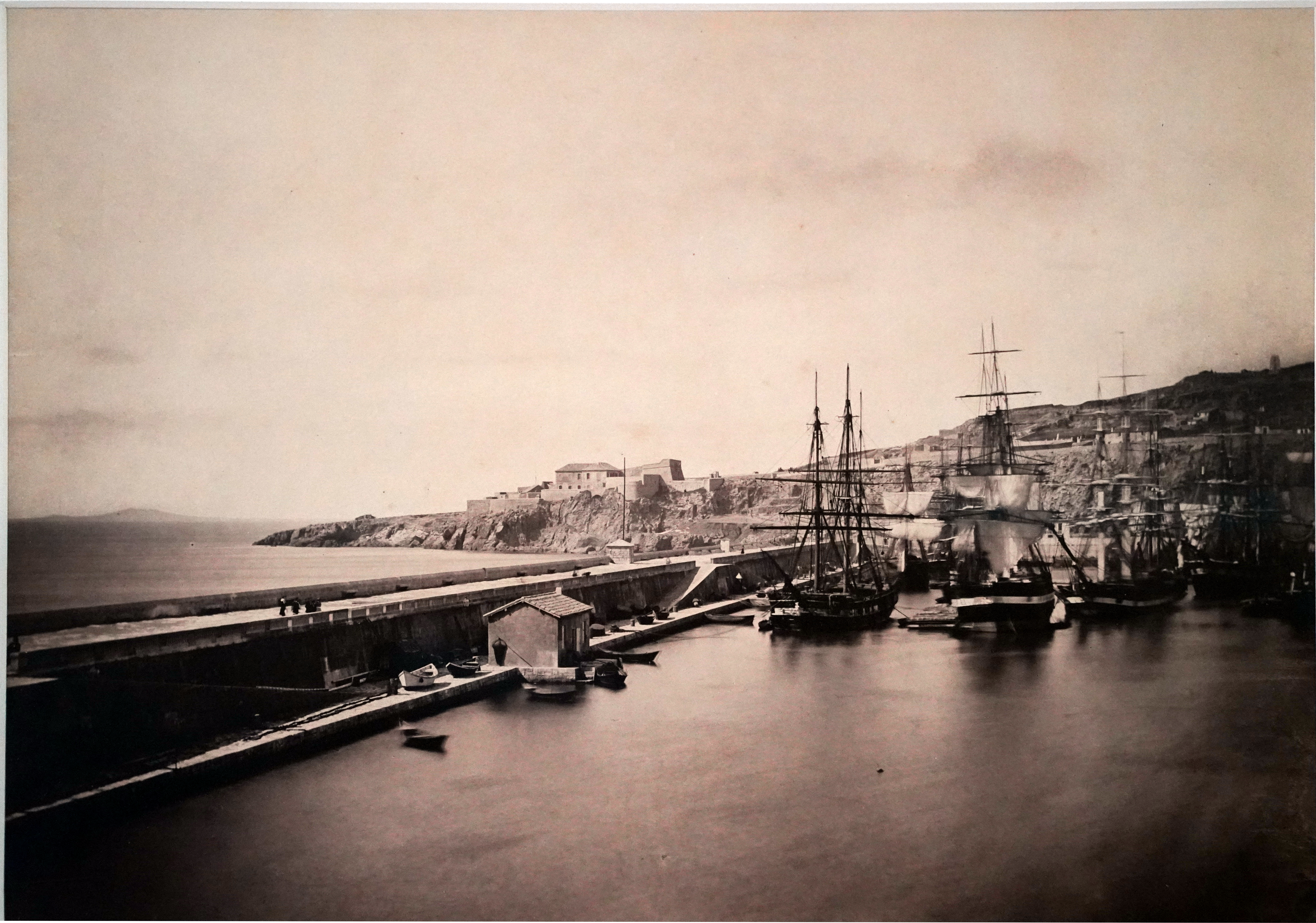
Fin XIX par Gustave Le Gray, le Said au port.
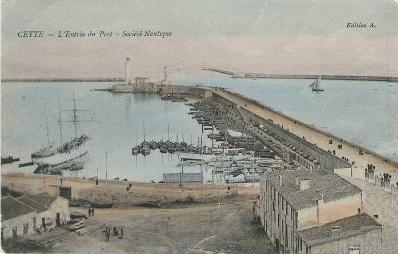
Carte postale de l'entrée du port et de la société nautique (environ 1905).
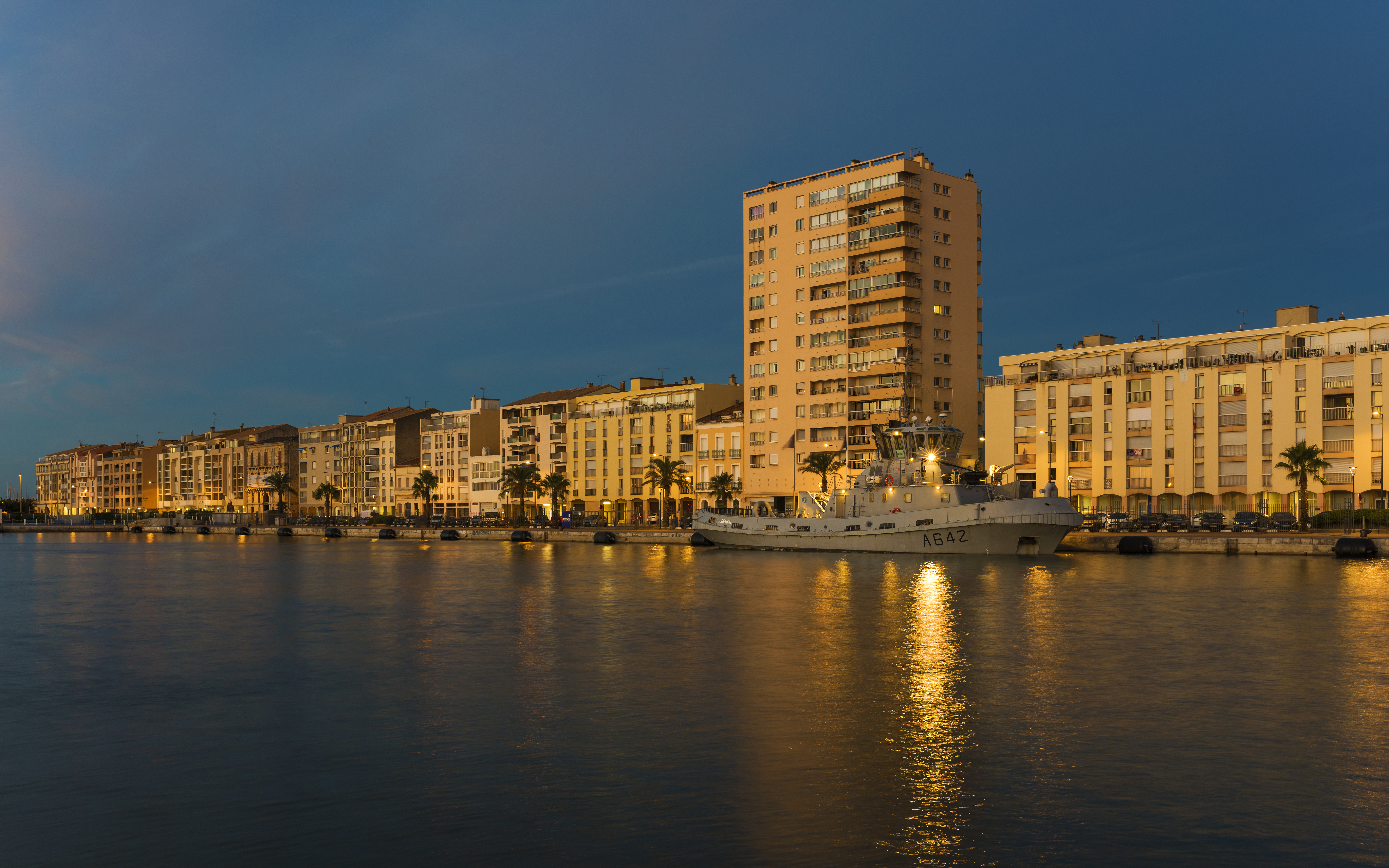
2015 : Le navire Luberon (A 642) amarré à la digue d'Alger.
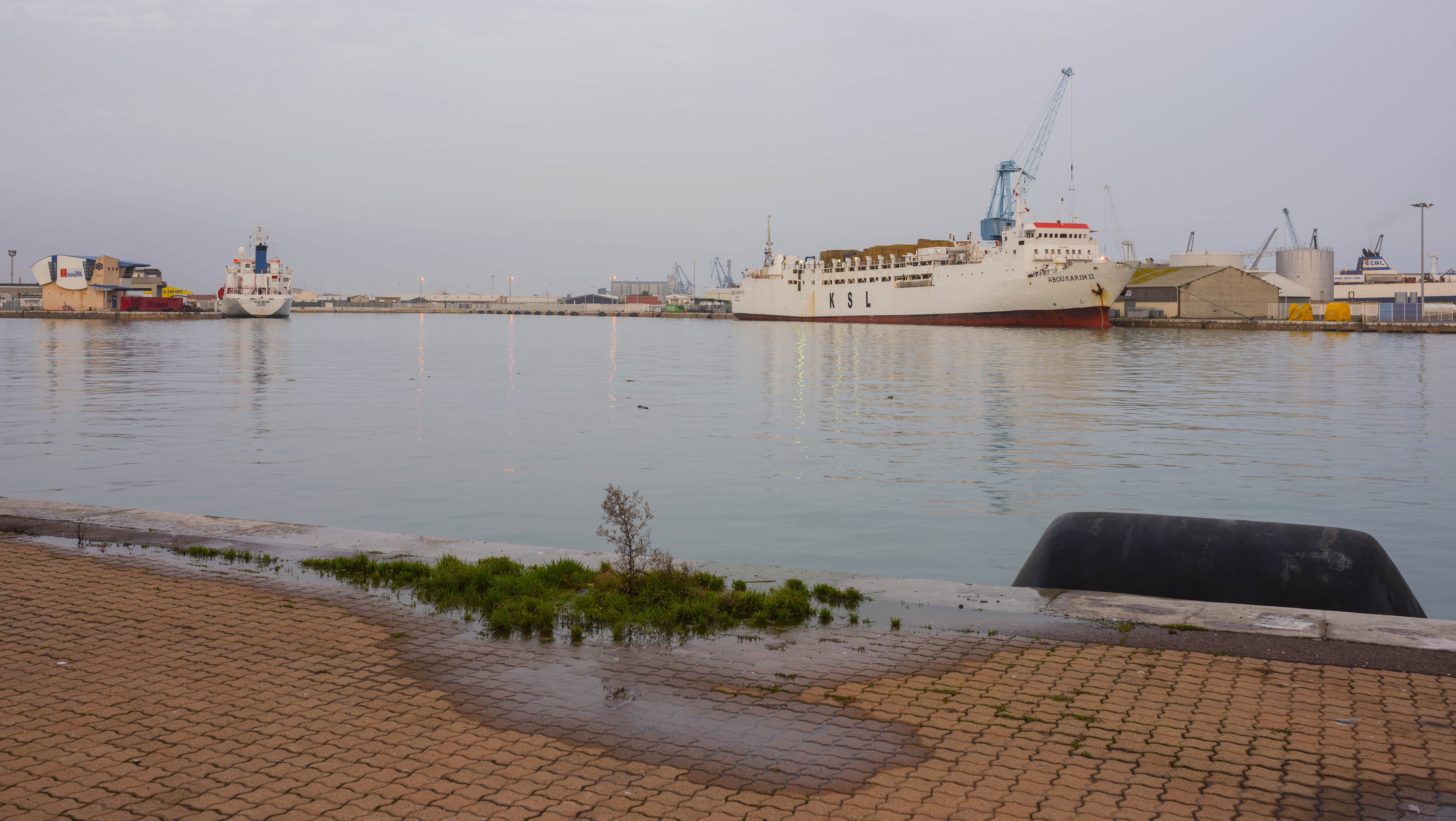
2016 : Le navire Abou Karim II dans le port.
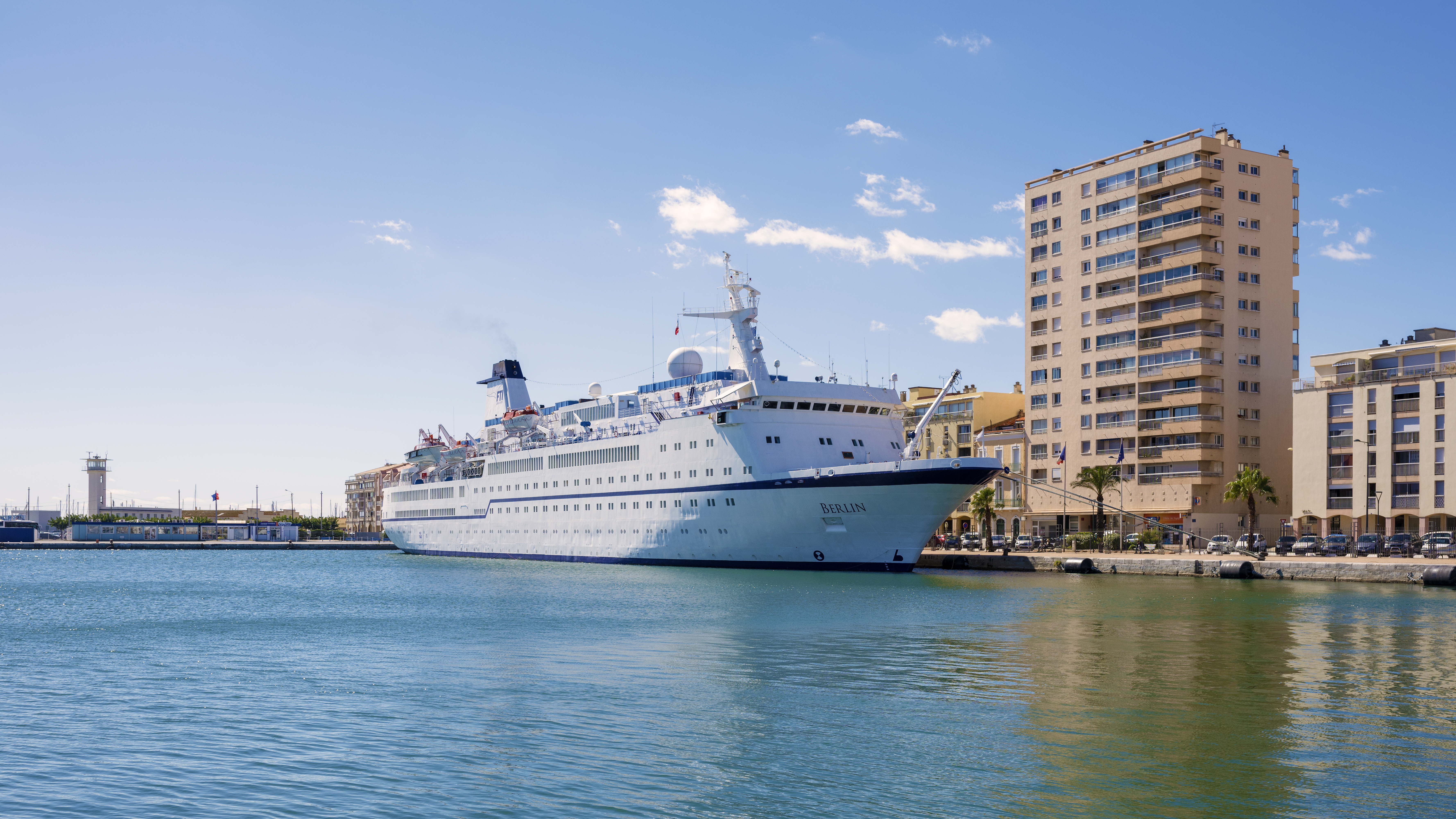
Le navire Berlin amarré à la digue d'Alger en 2015.
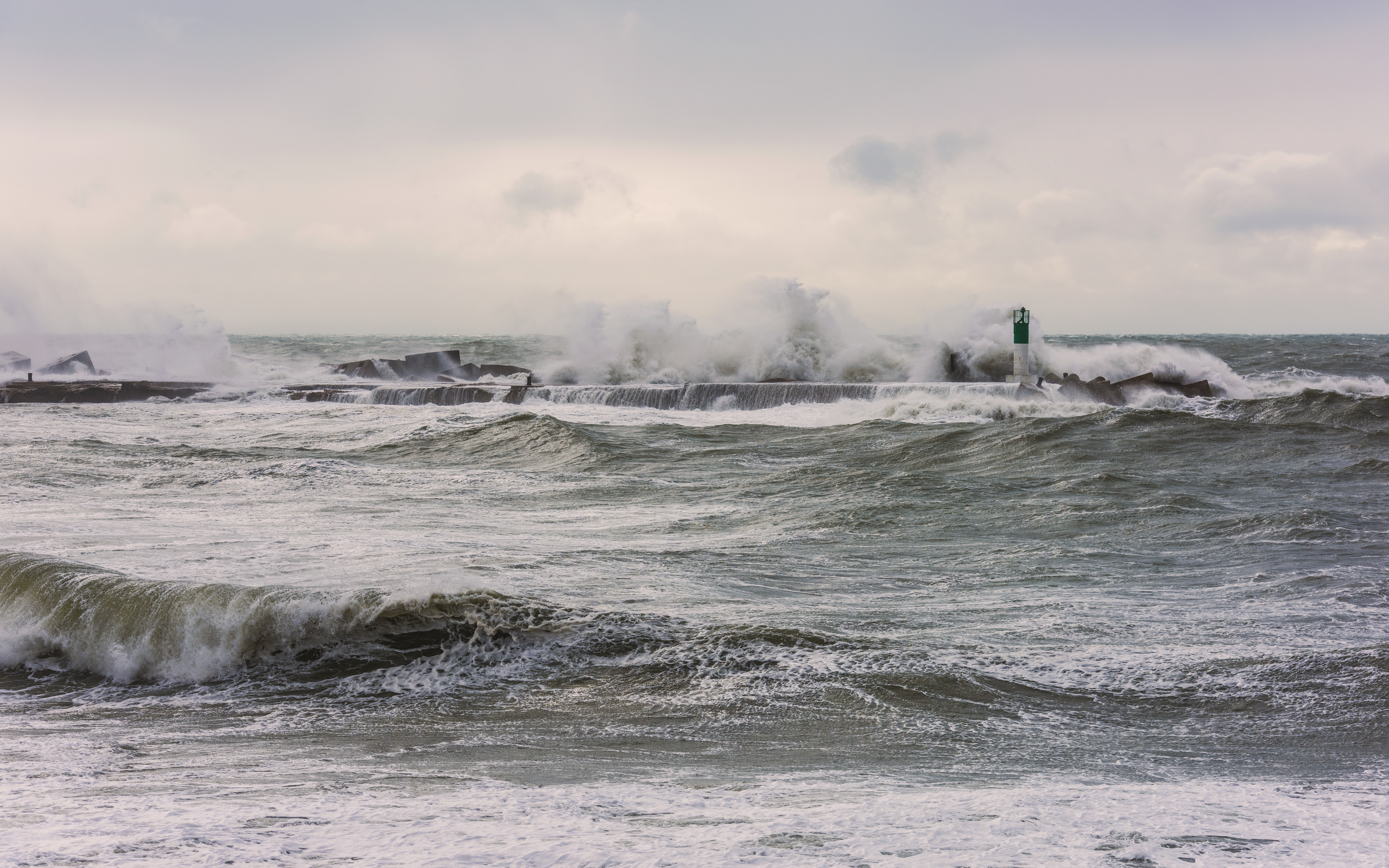
Vagues déferlantes contre le brise-lames l'Épi Dellon dans la rade en 2017.
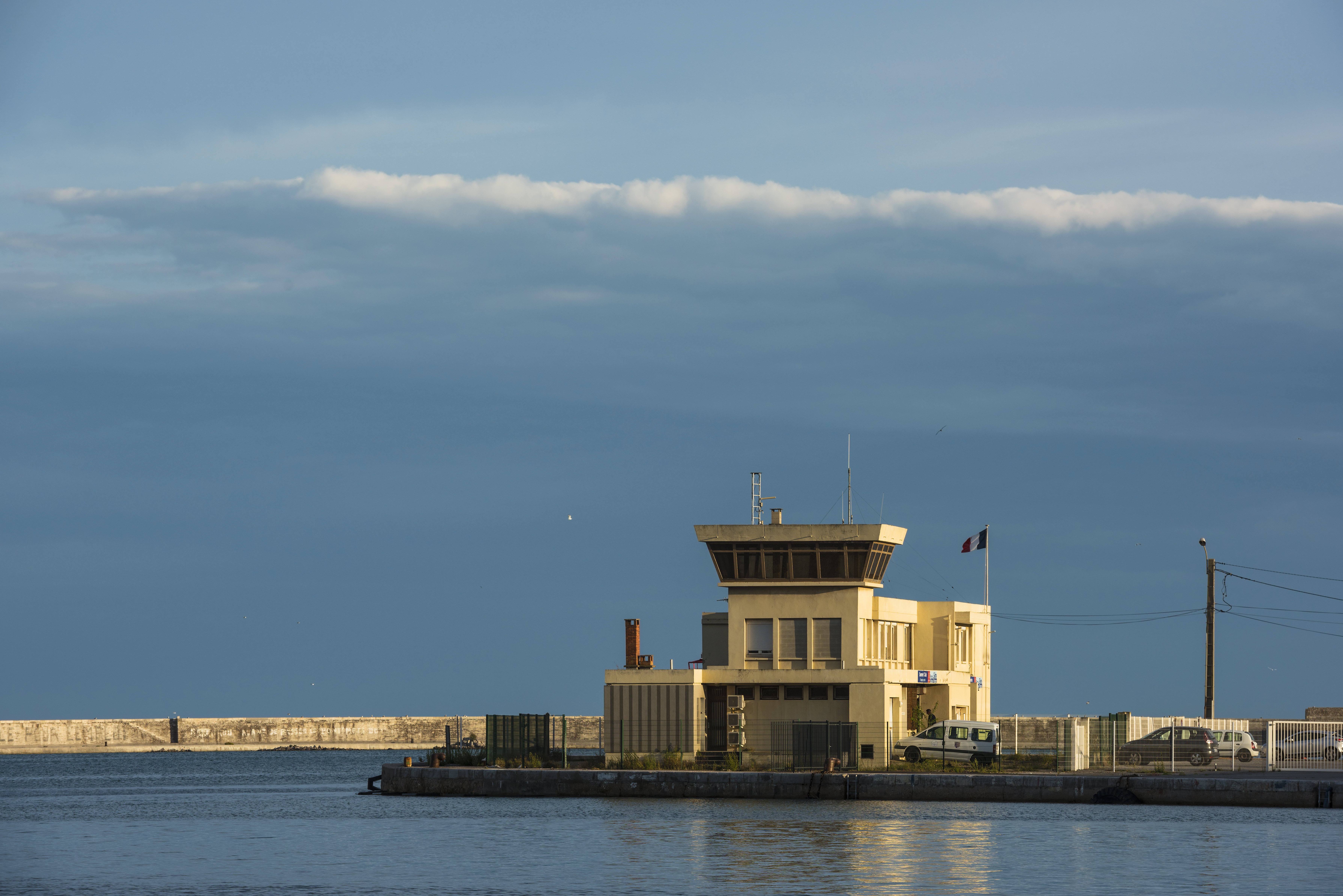
La capitainerie du port de Sète en 2015.